# Марсель Ішак

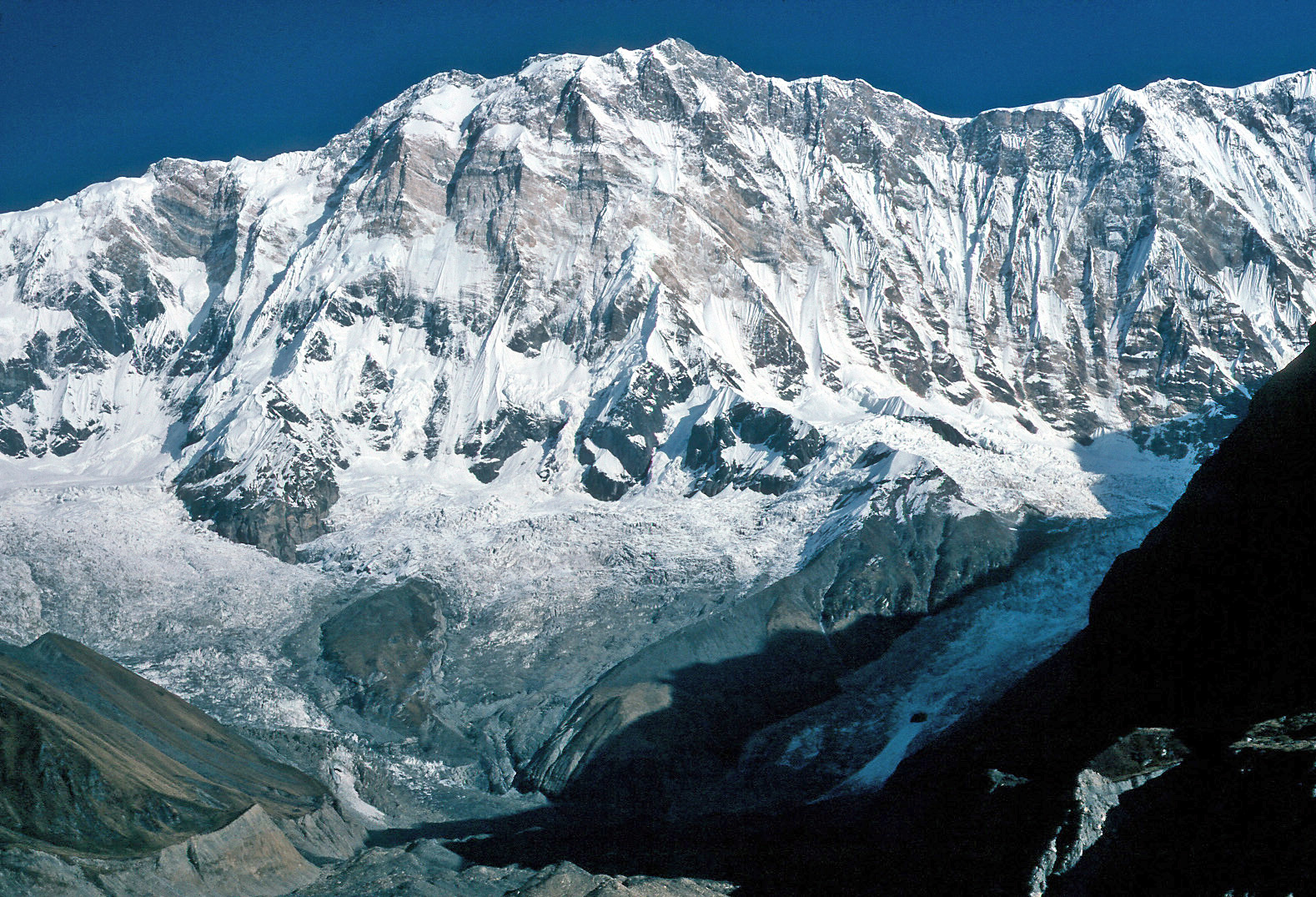
Аннапурна І з висоти 4500 м

Марсель Ішак (22 жовтня 1906, Рюей-Мальмезон, Франція — 9 квітня 1994, Езанвіль (Валь-д'Уаз), Франція) — відомий французький режисер, продюсер, альпініст, гімалаїст, член Команди Кусто.
Був у складі французької експедиції, яка в 1950 р. вперше підкорила восьмитисячник — Аннапурну (8091 м). Тоді на вершину піднялися Моріс Ерцог і Луї Лашеналь.

## Публікації
- À l'assaut des Aiguilles du Diable, 1945, вид. Jean Susse.
- Regards vers l'Annapurna, 1951, вид. Arthaud. Фото: Марсель Ішак, Моріс Ерцог, Гастон Ребюффа.
- Quand brillent les Etoiles de Midi, 1960, вид. Arthaud.

## Фільмографія

### Режисер
- Ski de printemps (1934).
- 4100, ascension à ski des Ecrins (бл. 1934).
- De Nice à Chamonix à ski (1935).
- Poursuites blanches (1936).
- 36 chandelles (1936).
- Karakoram, Leone d'Argento, Кінофестиваль у Венеції (1937).
- Missions de la France (1939).
- Pélerins de La Mecque (1940).
- Le Médecin des neiges (1942)).
- A l'Assaut des Aiguilles du Diable (1942), «Grand prix du documentaire» 1943.
- La clef des champs (1941–1947).
- La soudure de l'aluminium (1942), L'Industrie française de l'aluminium (1942)
- Sondeurs d'abimes (1943).
- Tempête sur les Alpes (1944–1945).
- Ski de France (1947).
- Carnet de plongée (1948).
- Padirac, rivière de la nuit (1948).
- Vite et léger (vers 1948 ?).
- Victoire sur l'Annapurna (1950).
- Groenland, 20.000 lieues sur les glaces (французька полярна експедиція: Paul-Émile Victor, нагорода за документальний фільм на Кінофестивалі в Каннах (1952).
- Nouveaux Horizons (1952).
- Pechiney (1955).
- Ce métal a 100 ans (1955).
- Les danses de Tami (1955).
- Les Etoiles de Midi (1958), нагорода Гран-прі франц. кіно 1959, Trento, Belluno, Cortina d'Ampezzo.
- Le conquérant de l'inutile (1967).
- La légende du lac Titicaca (1968).
- 50 ans ou la vie d'un skieur (1970).
- Karakoram, 1936–1986 (1968).

### Продюсер
- La Rivière du hibou (реж. Robert Enrico) (1962), Золота Пальма на Кінофестивалі в Каннах 1962, Оскар, 1963.
- Le Maillon et la chaîne (The link and the chain) Jacques Ertaud i Bernard Gorki (1963).
- Le Monde sans soleil (1964), Оскар 1964.

### Співпраця
- L'Aiguille verte, реж. Samivel (1934?).
- Le Monde du silence, реж. Jacques-Yves Cousteau i Louis Malle (1956), Золота Пальма на кінофестивалі в Каннах, 1956, Оскар).

### Актор
- Alpinisme (1933).

## Ресурси Інтернету
- Marcel Ichac IMDb [Архівовано 31 січня 2016 у Wayback Machine.]
- Первовосхождения на восьмитысячники [Архівовано 11 серпня 2015 у Wayback Machine.]

## Виноски

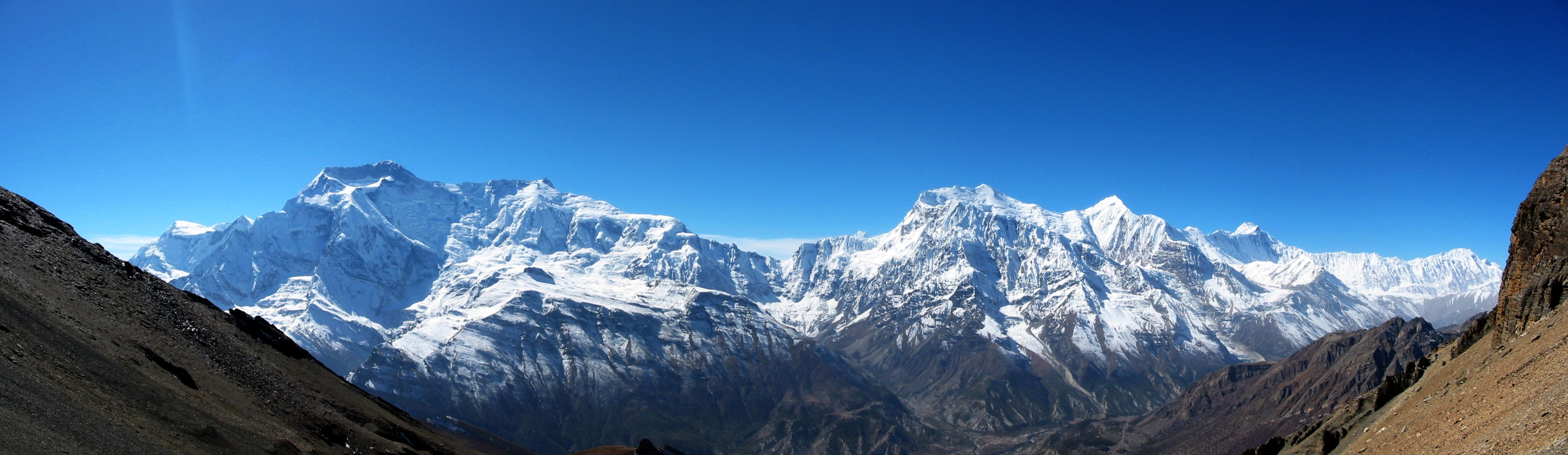
Аннапурна Гімал з північного сходу. З ліва на право: Аннапурна II і IV (тісно разом); Аннапурна III і Гангапурна; Аннапурна І

1. 1 2 3  Fichier des personnes décédées
2. 1 2  Person Profile // Internet Movie Database — 1990.
3. 1 2 3  Bibliothèque nationale de France BNF: платформа відкритих даних — 2011.
4. ↑  Freebase Data Dumps — Google.
5. ↑  RKDartists
6. ↑   Хоча Аннапурна — перший восьмитисячник, що скорився людині, на сьогодні успішних сходжень на неї було менше, ніж на будь-який інший восьмитисячник, а смертність — найвища. До 2000 р. на вершині Аннапурни побувало 106 сходжувачів, і 55 людину гора забрала собі. До речі друге сходження на Аннапурну було здійснено тільки через 20 років, в 1970 р. англійцями М. Даємом і Д. Евансом. Ця вершина залишається найбільш важкодоступною в Гімалаях